# 모가미 이에치카
모가미 이에치카(일본어: 最上 家親 もがみ いえちか[*], 덴쇼 10년 (1582년) ~ 겐나 3년 음력 3월 6일(1617년 4월 11일)는 일본 아즈치모모야마 시대의 무장, 에도 시대의 다이묘이다. 모가미 가문의 12대 당주, 야마가타번의 2대 번주이다. 초명은 요시치카(義親)이다.

## 생애
덴쇼 10년(1582년), 모가미 가문의 11대 당주인 모가미 요시아키의 둘째 아들로 태어났다. 어머니는 오사키(大崎)씨이다. 다테 마사무네는 사촌 형에 해당한다.
분로쿠 3년(1594년)부터 도쿠가와 이에야스를 근시(近侍)로서 섬겼고, 이에야스 밑에서 13세 때 원복식을 치렀다. 이때 이에야스(家康)의 편휘를 받아서 이에치카(家親)로 개명하였다. 분로쿠 4년(1595년)부터는 이에야스의 아들 도쿠가와 히데타다의 가신이 되었다. 게이초 5년(1600년) 세키가하라 전투에서는 히데타다를 따라서, 서군 소속 사나다 마사유키가 지키는 우에다 성 공격에 참가했다.
임진왜란(1594년)부터 도쿠가와 이에야스의 근시로 모시어 13세에 탄복한다. 처음에는 아버지보다 한자를 받고 요시치카고 자칭하고 있었지만, 이에야스의 편휘을 받고 이에치카로 개명했다. 임진왜란(1595년)부터는 이에야스의 셋째 아들 히데타다의 가신으로 모셨다. 이는 아버지 요시미쓰가 도요토미 히데요시 사후 도쿠가와 이에야스가 천하인이 될 것을 예견하여 일찍부터 가친을 도쿠가와씨로 모시게 했던 것이다.게이초 5년(1600년)의 세키가하라 전투에서는 히데타다에 따라, 서군의 사나다 마사유키가 지키는 우에다성 공세에 참가했다.
늦어도 게이초 7년(1602년) 이후, 형 요시야스의 소령인 구 사가에씨(旧寒河江氏) 소령을 계승했다. 그러나, 바쁜 이에치카 사가에성(寒河江城)에서 가신과의 면회는 좀처럼 할 수 없었던 것 같다.
형인 모가미 요시야스가 갑자기 사망하였고, 게이초 19년(1614년)에 아버지가 병으로 사망함에 따라, 이에치카는 그 뒤를 이어 야마가타 번의 2대 번주가 되었다. 같은 해 겨울에 오사카 겨울 전투가 시작되자, 도요토미 가문과 친밀한 사이이던 동생 시미즈 요시치카를 정벌하여 도쿠가와 측에 가담하였음을 표명하였다. 그리고 에도성의 유수(留守) 역할을 맡았고, 게이초 20년(1615년)의 오사카 여름 전투에서도 에도 성 유수 역을 맡았다.
겐나 3년(1617년), 야마가타성에서 36세의 나이로 급사했다. 『도쿠가와 실기(徳川実紀)』에 의하면, 사루가쿠(猿楽)를 보다가 갑자기 죽어서, 사람들이 이를 이상하게 여겼다고 한다. 적자인 모가미 요시토시가 그 뒤를 이었다.

## 사인과 내분
사인에 대해서는 여러 설이 있지만, 『도쿠가와 미키』에서는 '원악을 보면서 급사한다. 사람들 모두 이것을 의심한다.'라고 되어있듯이 독살의 의심 혹은 급병사의 가능성을 지적하고 있다.
가독은 적남 요시토시가 이어졌지만 요시토시와 야마노베 요시타다(가친의 동생) 사이에 내분은 더욱 격화되었다. 요절한 것과 차세대에 모가미 가문이 개역되면서 후세에는 아버지답지 않은 암군으로 취급되기도 한다. 그러나 가친의 우둔함을 전하는 삽화는 별로 남아 있지 않다.

## 편휘를 준 인물
- 사토미 지카요시(히가시네 겐에몬 야스지카요시) - 모가미씨 가문. 처음의 부탁. 가친의 의형제[1]모가미씨 개역 후에는 예케선의 도쿠시마번 하치스카씨를 그대로 모시고 자손은 도쿠시마 번사로 이어진다.

## 등장 작품
- 대하드라마 애꾸눈 류 마사무네(1987년): 모가미 가친역 호리 히로미치[2]
- 테즈카 오사무 『사이조 전시말』(만화)
- 후지TV 계열 [세상에 기묘한 이야기]「카게무샤」[3]